# 욜라 (가수)
욜라(Yola, 1983년 7월 31일 ~ )는 잉글랜드의 음악가, 싱어송라이터이다.

## 음반 목록

### 정규 음반
- Walk Through Fire (2019)
- Stand For Myself (2021)

### EP
- Orphan Offering (2016)